# The Apartment – Willkommen im Alptraum
The Apartment – Willkommen im Alptraum (Originaltitel: 1BR) ist ein US-amerikanischer Horrorfilm von David Marmor aus dem Jahr 2019. Er handelt von einer jungen Frau, die in Los Angeles ein neues Leben anfangen möchte und in eine scheinbar harmonische Wohnanlage zieht, die sich jedoch bald als Alptraum herausstellt. Die Hauptrolle ist mit Nicole Brydon Bloom als Sarah besetzt.

## Handlung
Die junge Sarah geht nach Los Angeles, um ein neues Leben zu beginnen. Sie will damit von ihrem Vater unabhängig werden, zu dem das Verhältnis schlecht ist: Er hat ihre Mutter, als diese im Krankenhaus im Sterben lag, mit einer dortigen Pflegerin betrogen.
Während ihrer Wohnungssuche stößt sie auf ein Apartment in einem idyllisch wirkenden Gebäudekomplex, welches sie direkt besichtigen kann. Die dort lebenden Personen machen auf sie einen sehr freundlichen Eindruck, es herrscht ein starkes Gemeinschaftsgefühl vor. Während der Besichtigung wird sie von dem Verwalter Jerry darauf hingewiesen, dass Haustiere nicht erlaubt sind. Obwohl sie eine Katze besitzt, bestätigt sie ihm gegenüber, keine Haustiere zu besitzen. Um das Apartment zu finanzieren, arbeitet Sarah als Aushilfe in einem Callcenter, wo sie Lisa kennenlernt und sich mit ihr anfreundet. Sarah erhält einen Anruf auf ihrem Handy und ihr wird bestätigt, dass sie die neue Mieterin des Apartments ist, obwohl es auch andere Interessenten gab.
Am Abend des Umzugs veranstalten die Bewohner des Gebäudekomplexes eine Willkommensfeier für Sarah, bei der sie die einzelnen Bewohner vorgestellt bekommt. In der Nacht kann Sarah nicht schlafen, da sie ständig quietschende Geräusche hört, welche möglicherweise von den Rohren kommen. In der Nacht sieht sie Schatten in ihrer Wohnung und kann ihren Kater nirgends finden. Sie bemerkt, dass die Wohnungstür offen steht und sieht kurz darauf durch den Türspion wie Miss Stanhope verwirrt den Flur entlang geht. Sie bringt Miss Stanhope zurück in ihr Apartment und füllt ihr die Tabletten auf, bevor sie in ihr eigenes Apartment zurückkehrt und eine schlaflose Nacht verbringt.
Am nächsten Morgen wird ihr ein Zettel unter der Wohnungstür durchgeschoben, welcher sie auf die verbotene Tierhaltung aufmerksam macht. Auf der Suche danach, wer den Zettel unter der Tür durchgeschoben hat, trifft sie auf ihren Nachbarn Brian, der sie zu einer Dinnerparty einlädt. Zu dieser geht sie jedoch nicht, da sie sich nach der Arbeit mit Lisa trifft und ihr von ihrer aktuellen Lebenssituation inklusive den Problemen erzählt.
In der Nacht wird Sarah durch ein piependes Geräusch geweckt. Als sie in die Küche ihres Apartments geht, findet sie im angeschalteten Backofen den verbrannten Kadaver ihres Katers. Kurz darauf wird sie von Brian in ihrem Apartment an einen Stuhl gefesselt. Sie kann den Stuhl so zerbrechen, dass sie auf die Beine kommt und aus ihrer Wohnung fliehen kann, wird dabei jedoch von den anderen Bewohnern aufgehalten und in ihr Apartment zurückgebracht. Dort wird ihr eine Spritze verabreicht.
Als sie aufwacht, findet sie sich in einem leeren Raum wieder, dessen Fenster mit Brettern verbarrikadiert sind. Als sie um Hilfe schreit, betreten Jerry und Brian den Raum. Jerry hält ihr Handy in der Hand und sagt, dass sie den Kontakt zu allen Kontakten von ihr in ihrem Namen abgebrochen haben. Sie wird dazu gezwungen, den Befehlen der beiden Folge zu leisten, ansonsten werde sie bestraft, so wie Lester es einst wurde. Sie muss sich mit ihren Händen an die Wand stellen, ihre Beine dabei jedoch einen Meter von der Wand entfernt. Diese Schmerzposition hält sie nicht dauerhaft durch, weshalb ihre Hände mit Nägeln an der Wand befestigt werden. Sie überwindet den Schmerz und reißt sich los.
Sarah ist nun offizielles Mitglied der Gemeinschaft. Während sie über einen Monitor beobachtet, wie Miss Stanhope gesundheitliche Probleme hat, informiert Brian Esther. Daraufhin besuchen alle Bewohner Miss Stanhope, um sich von ihr zu verabschieden, bevor sie von Jerry mit einer Tüte erstickt wird.
Da Sarahs Apartment nun wieder zum Verkauf steht, um neue Mitglieder für die Gemeinschaft zu erwerben, zieht sie zu Lester, welcher von nun an ihr neuer Ehemann sein soll. Sarahs Vater macht sich große Sorgen um sie und sucht ihre Adresse auf. Die beiden führen ein Gespräch, bei dem sich Sarah abwehrend verhält. Daraufhin verlässt ihr Vater das Gebäude.
Als Sarah die neuen Mieter über Kamera beobachtet, sieht sie ihre ehemalige Freundin und Kollegin Lisa. Diese bekommt letztendlich die Wohnung und macht dieselbe Folter wie Sarah durch. Sarah kann es nicht weiterhin ertragen nur zuzusehen und ersticht deshalb Jerry. Mit einer Pistole bewaffnet versucht Sarah aus dem Gebäudekomplex zu fliehen, wird dabei jedoch von den anderen Bewohnern umstellt. Sarah versucht den anderen zu vermitteln, dass sie nun frei sind, wird jedoch von den anderen nicht verstanden, welche weiterhin an ihrem Gemeinschaftskodex festhalten. Lester ermöglicht Sarah die Flucht aus dem Gebäudekomplex, indem er sich mit der Pistole in den Kopf schießt. Auf der Straße angekommen bemerkt Sarah, dass die gesamte Nachbarschaft mit Überwachungskameras ausgestattet ist und eine Sirene nach der anderen ausgelöst wird. In der Hoffnung dem ganzen entkommen zu können, rennt sie die Straße entlang.

## Hintergrund
Der einfach gehaltene Originaltitel 1BR ist die verbreitete Abkürzung für one bedroom.
Es handelt sich bei dem Film um das Langfilmdebüt von Regisseur David Marmor, der bisher nur drei Kurzfilme und eine Fernsehfolge gemacht hatte. Auch ist es das erste Mal, dass er filmisch den Bereich Horrorthriller bearbeitet. Ebenfalls trat er das erste Mal als Drehbuchautor hervor. Die Hauptdarstellerin Brydon Bloom war bisher vor allem in Kurzfilmen und in Fernsehproduktionen zu sehen.
Die Idee zum Film stammte aus dem eigenen Erleben des Regisseurs und Drehbuchschreibers: Mit Anfang Zwanzig war dieser aus einer ländlichen Umgebung in die Großstadt gezogen, wo ihn die vorherrschende Anonymität ängstigte. Seine Gedanken, was die vielen freundlichen, ihm aber doch fremden Nachbarn, hinter verschlossenen Türen machen könnten, bildete den ersten Entwurf für den späteren Film. Inspiriert wurde er zudem von Gemeinschaften und Randreligionen, die sich im Untergrund von Los Angeles befinden sollten.

## Gestaltung
Das Cover des Films zeigt in der vom Betrachter aus linken Hälfte die Fassade einer Wohnanlage mit Balkonen, auf denen sich vor den hell erleuchteten Fenstern dunkel die Umrisse von Menschen abzeichnen. Die rechte Bildseite hingegen wird von der rechten Gesichtshälfte einer weißen, dunkelhaarigen und blauäugigen Frau ausgefüllt, aus deren Auge eine Träne rinnt.

## Produktion

### Synchronisation
Die deutsche Synchronisation entstand nach einem Synchronbuch von Martin Brücker unter der Dialogregie von Martin May im Auftrag der Digital Media Technologie.
| Rolle              | Darsteller          | Synchronsprecher     |
| ------------------ | ------------------- | -------------------- |
| Sarah              | Nicole Brydon Bloom | Katharina von Keller |
| Brian              | Giles Matthey       | Jonas Minthe         |
| Charles D. Ellerby | Curtis Webster      | Joshy Peters         |
| Cristina           | Andrea Gabriel      | Elena Wilms          |
| Esther             | Earnestine Phillips | Katja Brügger        |
| Interviewer        | Jay Pennick         | Wolfgang Riehm       |
| Janice             | Naomi Grossman      | Marion von Stengel   |
| Jerry              | Taylor Nichols      | Achim Buch           |
| Lester             | Clayton Hoff        | Tammo Kaulbarsch     |
| Lisa               | Celeste Sully       | Céline Fontanges     |
| Miss Stanhope      | Susan Davis         | Carla Becker         |
| Natalie            | Hannah Altman       | Julie Wellershoff    |
| Sarahs Vater       | Alan Blumenfeld     | Kai Henrik Möller    |

## Rezeption

### Kritiken
Der Film erhielt ausgeglichene bis positive Kritiken. Er konnte bislang 88 Prozent der Kritiker bei Rotten Tomatoes überzeugen und erhielt hierbei eine durchschnittliche Bewertung von 6,9 der möglichen 10 Punkte. Das Lexikon des internationalen Films urteilt: „Ein ungemein dichter, souverän inszenierter Psychothriller, in dem die Utopie einer intakten Wohngemeinschaft in einen Albtraum um Übergriffigkeit und soziale Kontrolle umschlägt“.
Jana Klotz gab auf der Seite 100 Years of Terror dem Film 4 von 5 Punkten. Er „erfasst sehr gut ein Ersticken an erzwungener Integration eines freien Individuums in eine untrennbar soziale Einheit.“ Die dargestellte Prozess einer Gehirnwäsche, „durch den die Menschen abgebaut und in konformer Manier wieder aufgebaut werden, ist erschreckend glaubwürdig, da die Waffen hierfür in jedem Zuhause zu finden sind.“ Der Stil von Kameramann David Bolen sei ein „schwermütiger, klaustrophobischer“, durch den es gelingt, „auch in den sonnigsten Minuten ein beklemmendes Gefühl zu vermitteln“. Neben der Hauptdarstellerin lobte Klotz auch die Nebenrollen. Susan Davis in der Rolle als vergessener Star aus B-Movies sei „besonders denkwürdig“, hervorzuheben sei Taylor Nichols, „der mit Glaubwürdigkeit den Spagat zwischen liebevoller Vaterfigur und starrem Anführer meistert“ und „eine unheimliche Ausstrahlung“ besitzt. „Auf eine verstörende Weise bleibt er selbst in seinen dunkelsten Momenten erschreckend charismatisch.“ Insgesamt, so das Fazit, biete der Film „keine aufwendigen Versatzstücke oder verrückten Wendungen, niemals versucht der Film etwas zu sein, was er nicht ist.“ Bestehende Themen würden von David Marmor als Regisseur erneuert, indem Fiktion und Realität miteinander verknüpft werden, wodurch The Apartment auch „eine interessante Sicht auf das moderne Gesellschaftsleben“ biete: „Er impliziert, dass Menschen diese alarmierende Alternative der isolierenden Realität vorziehen könnten“, somit stelle der Film „eine erschreckende Geschichte über Einsamkeit, Paranoia, Unabhängigkeit und Identität in einer bedrohlichen Umgebung“ dar.
Oliver Armknecht bewertete auf der Seite film-rezensionen.de The Apartment mit 6 von 10 Punkten. Positiv sei seiner Meinung nach, dass es sich dabei weder um einen klassischen Haunted-Haus-Horror noch einen Paranoia-Thriller handelt, vielmehr habe David Marmor ein Werk geschaffen, in dem der gezeigte Abgrund „von einer sehr irdischen Natur ist“, dabei aber „nicht weniger schrecklich“. Die entscheidende Wendung, ab der ersichtlich ist, in welche Richtung der Film läuft, sei dabei aber viel zu früh geschehen, es fehle im Anschluss daran an wirklicher Spannung. Auch bei den Leistungen der Schauspieler als auch der visuellen Inszenierung werde nichts Nennenswertes geleistet, auch verschenke der Film das Potential der Surrealität, welches ihm der Handlungsort bieten würde. Dass die Figuren die Figuren wie oberflächliche Stereotype wirken, sei kein Mangel im Film, sondern diene wohl dazu, die Austauschbarkeit der Menschen in der Wohnanlage aufzuzeigen und wie schnell es möglich sei, Menschen in bestimmte Rollen zu zwingen. Insgesamt handle es sich bei dem Film daher nur um Mittelmaß, wenngleich er dem Regisseur anrechnet, dass er das gewohnte Genreumfeld anders zu nutzen wusste: „Er zeigt uns eine Welt, die vertraut und fremd in einem ist, die von Einsamkeit und Entfremdung geprägt ist, von der Sehnsucht, einen Platz zu finden. Eine Welt, die so einladend und warm erscheint, bei der am Ende aber alles anders ist, als es nach außen hin den Anschein hat.“ Den auf der Verpackung gezogenen Vergleich mit Midsommar hielt Armknecht für „gewagt“, was die Qualität angehe, inhaltlich gemeinsam sei beiden Titeln aber, „dass sie eher über die Atmosphäre arbeiten als über die Handlung.“
Christian Jürs urteilte auf der Seite Die Medienhuren, dass der Film „ein kleiner, feiner Psychothriller“ sei und besonders gut wirke, wenn man sich im Vorfeld nicht zu viel über dessen Handlung informiert habe. Aufgrund „gelungener Drehbuchkniffs“ wisse der Film mehr zu überraschen als der 2017 erschienene Get Out, den Jürs als einen „überbewerteten und etwas bemühten Rassismusgrusler“ bezeichnet. Beiden Filmen sei aber gemein, dass ihre weitgehend unbekannte Besetzung überzeugen könne. Auch die deutsche Synchronisation des Films falle „hochwertig“ aus.
Die Rezensentin Lisa vergab auf der Seite thrillandkill.com 5 von 10 Punkten. Gelobt wurde „die unangenehme Atmosphäre“ das Film, die „gründlich geschaffen“ und auch „während der gesamten Laufzeit beibehalten“ wurde, wenn auch in wechselnder Intensität. Im Gegensatz dazu sei aber das Aufbauen von Spannung nicht gelungen: Anfängliche Rätsel wurden bereits „bereits nach kurzer Zeit“ gelüftet und der Blickpunkt verschiebt sich zu den Reaktionen der Protagonistin. „Erst zum Ende hin nimmt die Handlung etwas Fahrt auf und lädt sogar zum Mitfiebern ein“, was für viele Zuschauer allerdings zu spät kommen dürfte. Grundsätzlich sei der Film „ein solider Thriller“ mit den „grundlegenden Fundamente für einen spannenden Film“, „nur hapert es etwas an der Umsetzung“. Grundsätzlich seien die Protagonisten als auch alle anderen Figuren im Film von ihrer Persönlichkeit her austauschbar, obwohl die Schauspieler an sich „allesamt in Ordnung“ seien. Unter dem Strich sei es „ein mittelmäßiger Thriller, der einen interessanten Ansatz hat, zwischendrin aber zu sehr an Spannung verliert.“
Der Blog Filmchecker vergab 8/10 Punkten und bezeichnete den Film als „die erste Horror-Überraschung des Filmjahres 2020“ und lobte, dass er „zum wohl spannendsten, was das Horrorgenre derzeit zu bieten hat“, gehöre. Es werde in diesem Erstlingswerk eine Regisseurs Horror mit Originalität, Gesellschaftskritik und verschiedenen Horror-Untergenres gemischt. Der Film biete „ein schockierendes Paralleluniversum, in dessen Mittelpunkt eine scheinfriedliche Gesellschaft ihr Dasein fristet, die nur durch Angst und Terror zusammengehalten wird.“ Es würden sich auch Parallelen zur gegenwärtigen politische Weltlage erkennen lassen, die vielleicht gewollt, dabei aber nicht vordergründig seien. Der Film sei „beunruhigender Shit, der dort trifft, wo es am meisten wehtut und so ein mulmiges Gefühl beim Publikum hinterlässt“, was man zuletzt bei Werken wie Eden Lake oder Martyrs erlebt habe. Der Film gehöre zu jenen, nach denen man schockiert vor dem Fernseher zurückgelassen werde. Grundlage des Films sei dabei der Twist, auf dem sich alles Weitere aufbaut, der bereits früh dem Zuschauer eröffnet werde, dennoch könne der Spannungsbogen mit verschiedenen Wendungen gehalten werden. Was Einfallsreichtum und Spannung angeht, könne der Film „mit Leichtigkeit“ jüngere Eigenproduktionen von Netflix an die Wand spielen. Gesetzt werde statt physischer Gewalt dabei auf psychologischen Horror. Um eine „maximale Schokintensität“ erleben zu können, sollten sich Zuschauer zuvor möglichst wenig über den Film informieren.
Michael Onnen vergab auf der Seite filmtoast.de 2,5 von 5 Punkten. Man merke „gerade im ersten Drittel des Films“, so sein Urteil, dass Regisseur David Marmor habe noch nicht viel Erfahrung im Horrorbereiche: „Zu hell und überbelichtet sind die Bilder und so will erstmal keine richtige Stimmung aufkommen.“ Insgesamt bewege sich die gesamte Inszenierung „dabei größtenteils knapp über TV-Niveau“. Inhaltlich sei es anfangs „mehr schlecht als recht“, denn das Gezeigte „lockt den geneigten Genre-Fan nicht hinter dem Ofen hervor“. Die zweite Phase des Films sei zwar „vorhersehbar, doch man schafft es hier, Spannung zu erzeugen“ und den Zuschauer auch dazu bringen, am Fortlauf und Ende der Handlung interessiert zu sein. „Das liegt daran, dass man zwar die Tür zu etwas Erwartbaren öffnet, doch nicht vollends erahnen kann, welche Absichten und Hintergründe dort liegen.“ Die Umsetzung falle dabei „recht eigen“ aus, das Ende bestehe aus „einer zynischen Schlusspointe“. Unter dem Strich aber „fehlt es einfach an etwas Besonderem, sowohl inhaltlich als auch optisch, wodurch [d]er [Film] es nicht schafft, über den Genre-Durchschnitt hinwegzukommen.“  Marmors Leistung sei „routiniert und ohne besondere Note“.
Der Rezensent MarS vergab auf der Seite sofahelden.com 7 von 10 Punkte und bezeichnete das Werk als einen „ungewöhnliche[n] Horrorfilm“, denn er „spielt zunächst geschickt mit der Erwartungshaltung des Zuschauers, um schlussendlich komplett mit bekannten Konventionen zu brechen.“ Die gezeigte Entfaltung der Handlung verlaufe dabei „nicht nur überraschend, sondern wird auch konsequent und äußerst unbequem weitergesponnen, während die Handlung immer wieder neue Facetten offenbart“. Der Film erhalte gesellschaftskritische Elemente und biete ein „absolut unerwartete[s], aber beinahe schon surreale[s] Ende“. Mit dem „ungewöhnlichen Aufbau“ und „seine[n] erzählerischen Eigenarten“ könne er jedoch nicht jeden Freund des Horrorgenres ansprechen.
Wolfgang Brunner urteilte auf seinem Blog Filmbesprechungen, dass man The Apartment kann „durchaus in einem Atemzug mit Genremeilensteinen wie 'Hereditary' oder 'Midsommar'“ nennen könne. Es handle sich um einen „fiesen Thriller“, „der nachhaltig im Gedächtnis haften bleibt“ und „der einen manchmal (auch gedanklich) an Grenzen bringt.“ Der Film sei insgesamt „perfekt inszeniert und dreht die Spannungsschraube minütlich nach oben.“ Für Freunde von Horrorfilmen könne der Film Enttäuschung auslösen, da er sich mehr an Freunde des intelligenten Kinos richtet. „Marmors Film hebt sich wohltuend vom Mainstream-Einheitsbrei ab und bietet perfekte Unterhaltung mit kritischen Untertönen.“

### Auszeichnungen und Nominierungen
- Auszeichnung beim Gérardmer 27th International Fantastic Film Festival 2020 in der Kategorie „Audience Award“[13]
- Nominierung beim Fantasia Film Festival 2019
- Nominierung beim BeyondFest 2019
- Nominierung beim L’Etrange Festival Paris 2019
- Nominierung beim Telluride Horror Show 2019
- Nominierung beim Brooklyn Horror Film Festival 2019
- Nominierung beim Fractured Visions Film Festival 2019
- Nominierung beim Razor Reel Flanders Film Festival Bruges 2019
- Nominierung beim Grimmfest 2019
- Nominierung beim IFI Horrorthon 2019
- Nominierung beim Melbourne Monster Fest 2019
- Nominierung beim Nocturna Madrid 2019
- Nominierung beim Nightmares Film Festival 2019
- Nominierung beim Night Visions Film Festival 2019
- Nominierung beim Wisconsin Film Festival 2020